# Pythéas
Pour l’article homonyme, voir Pythéas de Priène.
Pythéas le Massaliote (en grec ancien, Πυθέας ὁ Μασσαλιώτης) est un astronome grec, considéré comme l'un des plus anciens explorateurs scientifiques ayant laissé une trace dans l'Histoire.
Il a effectué un voyage dans les mers du nord de l'Europe vers 325 av. J.-C., mais son récit, connu dans l'Antiquité, n'a pas survécu. Il n'est révélé que partiellement par les écrits de quelques auteurs, dont Strabon et Pline l’Ancien. C'est l'un des plus anciens auteurs antiques qui ont décrit les phénomènes polaires, les marées et le mode de vie des populations du nord de l’Europe.
Pythéas évoque l’île de Thulé. Sa description des marées est le texte le plus ancien qui associe leur cause à la Lune.

## Le voyage de Pythéas
Le voyage de Pythéas s'est sans doute déroulé vers 330-320 av. J.-C., quoique certains auteurs le font remonter aux années 350 avant notre ère. D'autres donnent son expédition comme contemporaine de celle du massaliote Euthymènes, un compatriote qui se serait dirigé vers l’Atlantique sud. Euthymènes aurait longé les côtes de l'Afrique, depuis les « Colonnes d'Hercule » jusqu'au fleuve Sénégal, mais on ignore la date de son périple.
L'expédition de Pythéas a peut-être été soutenue par la cité de Massalia, alors à l’apogée de sa prospérité, mais cette hypothèse n’est étayée par aucune source antique. L’hypothèse selon laquelle Alexandre le Grandl'aurait envoyé explorer l'océan est plausible, puisque ce conquérant s’apprêtait à faire le tour de l’œkoumène lorsqu’il mourut.
Les hypothèses sur le détail et les conditions de son voyage ne peuvent être que des conjectures. On a supposé, par exemple, que parti en mars, il soit rentré en octobre ou en novembre, après avoir parcouru 9 038 milles marins. On a pensé que son navire était une galère mixte du IVe siècle av. J.-C., du type catascopium, avec un bordé doublé d’un vaigrage et protégé par des préceintes pour résister aux glaces de la mer du Nord. Il est possible qu’il ait fait à la fois du cabotage et du long cours. Il a peut-être été un passager de bateaux de commerce et de pêche. En effet, aucune source antique ne le qualifie de navigateur.
Quant au but de son expédition, la seule certitude est qu’elle avait une visée scientifique. L'intérêt de Pythéas pour la mesure des latitudes est un indice en faveur d'une expédition de recherche. Sa curiosité scientifique est illustrée par un extrait de Lucien de Samosate, retranscrit par Jean Peyras dans son écrit Les Méditerranéens et l’Atlantique dans l’Antiquité : géographies et anthropologie : « La cause de mon voyage et son intention étaient l’activité de mon esprit et mon désir de choses nouvelles, ainsi que la volonté de savoir où s’arrêtait l’océan et quels étaient les hommes qui habitaient sur l’autre rive. »
Certains historiens ont imaginé que Pythéas et Euthymènes seraient partis à la recherche de matières premières. On a aussi conjecturé une rivalité commerciale entre Marseille et Carthage. Mais Pythéas désirait surtout établir une table des latitudes et « vérifier des phénomènes que démontrait clairement la géométrie mais auxquels il semblait difficile de croire. »

### Datation
- Pline l'Ancien cite Timée de Tauroménion, (dont l'apogée est estimée entre 350 et 270 av. J.-C.), qui cite Pythéas.
- D’après Strabon, Dicéarque (dont l'apogée est estimée entre 330 et 300 av. J.-C. environ) est en désaccord avec Pythéas[9].

On peut déduire de ces sources que le voyage de Pythéas aurait eu lieu, au plus tard, entre 330 et 300 av. J.-C..

### Itinéraire

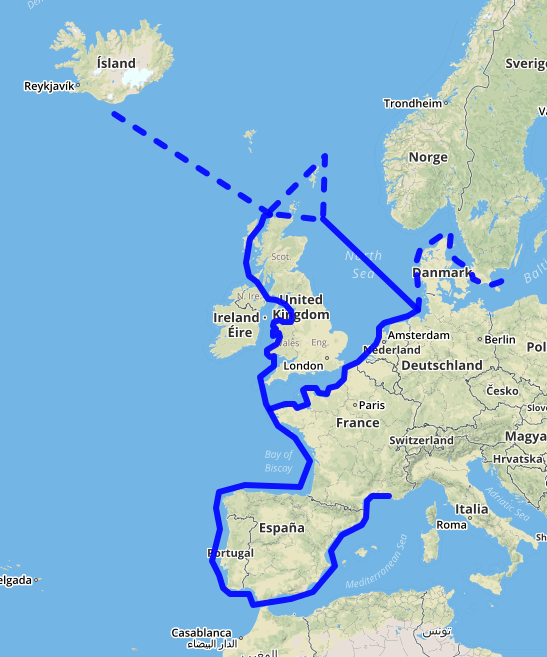
Itinéaire hypothétique de Pythéas, selon R. Burton, R. Cavendish et B. Stonehouse. En pointillé, routes probables. L'itinéraire de Pythéas est mal connu. Sans doute a-t-il franchi le cercle arctique. L'hypothèse d'une navigation fluviale au départ de Marseille n'est pas à écarter.

Parti de Massalia,, Pythéas rejoignit l'Atlantique, vraisemblablement après avoir franchi les colonnes d'Hercule (détroit de Gibraltar), mais certains auteurs retiennent plutôt ou n'écartent pas l'hypothèse d'un voyage fluvial jusqu'au débouché de la Gironde ou de la Loire. Son voyage se poursuivit vers l'Armorique et la Grande-Bretagne. Poussant plus au nord au large des Orcades, il atteignit une région où la nuit ne durait que deux heures. Il évoqua également l'île de Thulé, située sur le cercle polaire, ainsi qu'une zone de la mer où la navigation devient impossible, l'océan ressemblant à un « poumon marin », peut-être un mélange de glace et d'eau dans les bruines et les brumes proches de la banquise.
L'association de son nom à l'ambre, notamment par Pline l'Ancien, a conduit certains auteurs à imaginer que Pythéas, à son retour, a également exploré la mer Baltique. Les étapes de son voyage restent mal connues, même si l'hypothèse d'un second voyage en mer Baltique n'est pas à écarter. Si Pythéas est entré en mer Baltique, il a pu rencontrer le peuple des Guiones (Teutons) et découvrir les embouchures de l'Elbe et la région du Holstein.
Quant à l'emplacement de Thulé, il reste de nos jours sujet à débat. Il pourrait s'agir de l'Islande, ou de l’extrémité sud de la Norvège, qu'il aurait prise pour une île. L'hypothèse qu'il s'agisse de l'île de Streymoy, principale terre émergée de l'archipel des Féroé, a également été avancée.

### Œuvres
Seuls deux ouvrages de Pythéas sont connus par leur titre : De l'Océan (Περὶ τοῦ Ὠκεανοῦ, Perì toû Ôkeanoû), et Description ou Voyage autour de la Terre (Περίοδος γῆς) ou Périple (περίπλους). On a pensé que ces deux titres désignaient le même ouvrage. Il n'est pas rare en effet qu'un livre de l'Antiquité soit diffusé et cité sous plusieurs titres, parce que parfois une seule partie de l'œuvre est éditée avec un titre propre. Ces ouvrages ne nous sont pas parvenus, peut-être ont-ils disparu dans l'un des incendies de la bibliothèque d'Alexandrie. Mais des auteurs antiques nous en ont transmis des fragments ; ces extraits se réduisent à quelques citations, notamment chez Timée, Ératosthène, Hipparque, le géographe Strabon (le principal détracteur de Pythéas qu’il accuse d'affabulation,), Diodore de Sicile (qui ne cite pas Pythéas) et Pline l'Ancien,. On peut aussi tirer profit de passages de Géminos, de Cléomède et de Polybe.

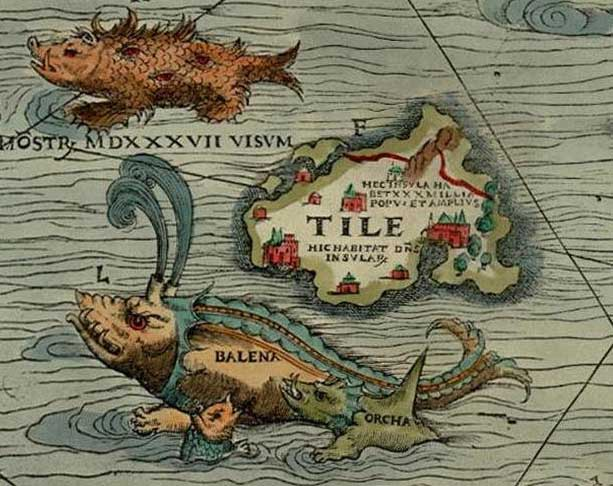
Thulé est le nom donné entre 330 et 320 av. J.-C. par Pythéas à une île qu'il présente comme la dernière de l'archipel britannique, et qu'il est le premier à mentionner. Extrait de la carta marina.

### Découvertes
La relation de Pythéas abonde en observations et en indications chiffrées.
- Il a exploré l'Atlantique nord, un voyage exceptionnel à une époque où les colonnes d'Hercule (le détroit de Gibraltar) marquaient l'extrémité occidentale du monde civilisé. Les Carthaginois assuraient leur suprématie à Gadès et se réservaient les routes maritimes de l’Atlantique[23]. Ils connaissaient et tenaient jalousement le détroit de Gibraltar, comme en témoigne Strabon[note 5]. Les seuls documents qui pourraient attester d'explorations carthaginoises antérieures à celle de Pythéas sont des récits de voyages d'Hannon et d'Himilcon. Mais le Périple d’Hannon, roi des Carthaginois, est une fiction issue d’un manuscrit grec du IXe siècle publié en 1533, et dont les invraisemblances sont la marque d’un récit imaginaire. Menacés par la concurrence grecque, les Carthaginois entendaient se réserver les marchés commerciaux[24],[25].
- Si l'on retient l'hypothèse d'une escale à Gadès (l’actuelle Cadix), Pythéas a pu observer à l’horizon la fameuse étoile Canope, qu’Eudoxe avait repérée à la même place à Cnide, ce qui indiquait que Gadès et Cnide étaient situées à la même latitude[26].
- À Gadès, Pythéas a pu observer le phénomène des marées océaniques[27], inconnu en Méditerranée, et particulièrement sensible dans la région du détroit de Gibraltar. Pythéas signala le synchronisme des marées avec les phases de la Lune, comme en témoigne un auteur antique : « Pythéas le Massaliote explique par la lune qui devient pleine les marées montantes, et par la disparition de la lune les marées descendantes[28]. » On ignore s'il s'agit d'une découverte de Pythéas ou s'il a acquis cette connaissance auprès des riverains. Il fut en tout cas le premier à expliquer le phénomène dans ses écrits. Le St Michael's Mount pourrait être l'île d'Ictis (en) (ou Mictis).

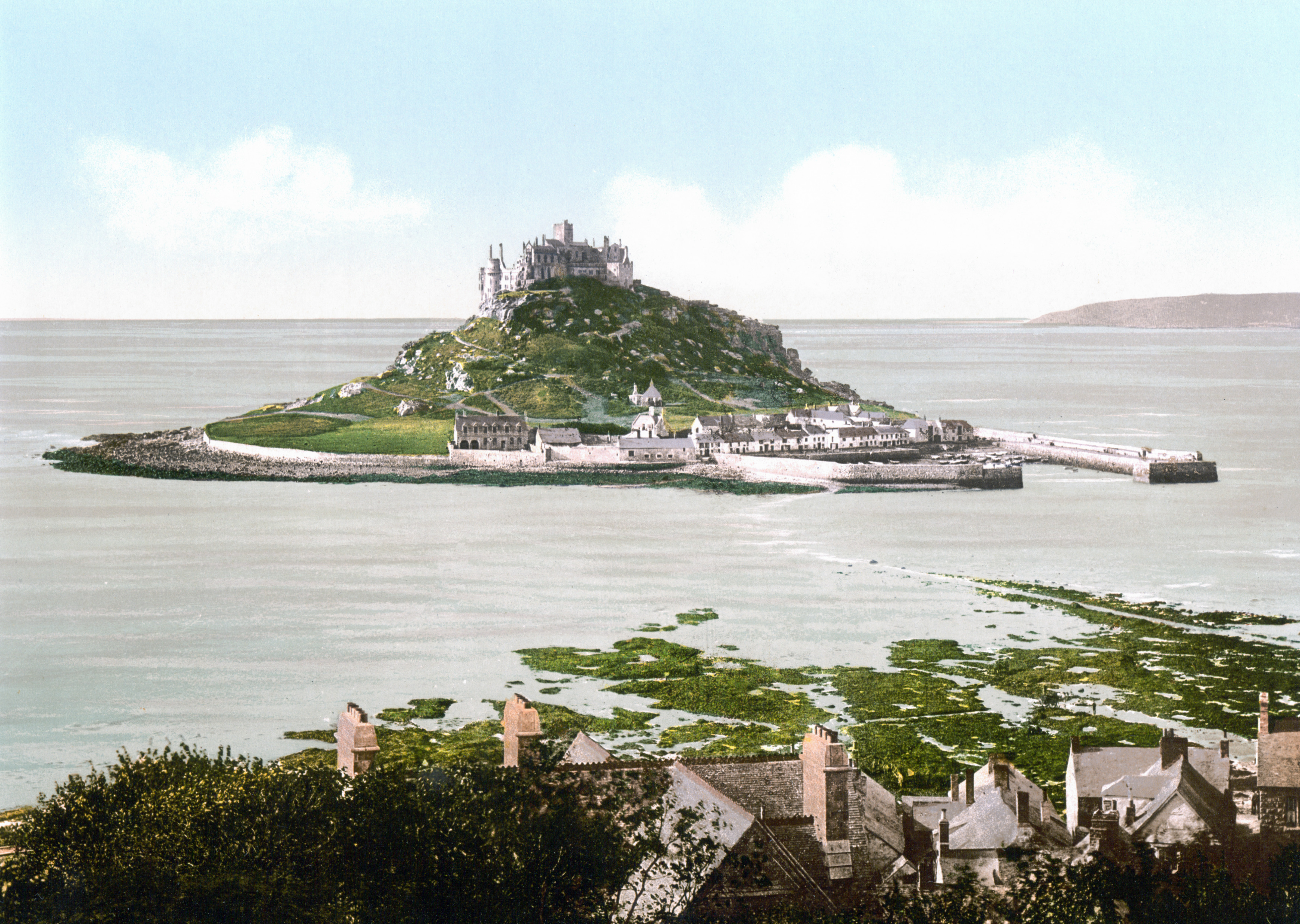
Le St Michael's Mount pourrait être l'île d'Ictis (ou Mictis).

- Selon l'itinéraire le plus généralement admis, du cap Ortegal, Pythéas aurait traversé l’océan et se serait dirigé vers Ouessant en Armorique. Il évoque le commerce de l’étain, produit dans la région des Cornouailles — L'un des emplacements des Cassitérides — avant son transport pour l’île d'Ictis (en)[note 6], vraisemblablement le St Michael's Mount en Cornouailles.
- Il donne une description géographique de la Grande-Bretagne (en grec ancien Μεγάλη Βρεττανία), dont il indique la forme triangulaire et dont il estime le périmètre à 42 500 stades (entre 7200 et 7 650 km, ordre de grandeur proche des 7 850 km mesurés)[29].
- En s’approchant du cercle polaire arctique, Pythéas a constaté que, conformément à la théorie, les jours étaient de plus en plus longs à mesure que l’on s’avançait vers le nord. Il a vraisemblablement observé le Soleil de minuit[30] : il a en effet expressément indiqué que Thulé — que l’on assimile à l’Islande ou à la Norvège — se trouvait en un lieu où, au solstice d’été, le soleil ne se couche pas[26].
- Il évoque la récolte de l'ambre. C'est pourquoi on a pensé qu'il avait pénétré en mer Baltique. Peut-être a-t-il atteint la région comprise entre la Vistule et le Niemen. Il a dans tous les cas atteint la Frise, et plus précisément l'île Abalus, où l'ambre était produite et commercialisée en quantité, prenant part aux échanges avec les autres régions et en particulier les Grecs et autres peuples méditerranéens, friands de cette ressource.
- Il s'est aussi intéressé aux peuples barbares (au sens grec ancien du terme). Il décrit leur habitat, leurs us et coutumes, leur alimentation, etc. Il évoque les Celtes d'Armorique, les Brittons d'Albion, les Calédoniens et les Goths.
- Il décrit le paysage du cercle polaire et les phénomènes qui s'y déroulent[31] : un mélange semblable au « poumon marin qui n’est ni eau ni terre » qu'il affirme avoir vu de ses yeux. Il précise qu’on ne peut ni naviguer au travers (en grec ancien : πλωτά), ni avancer dessus (πορευτά). Peut-être s'agit-il de la banquise, qui ne se forme qu'au nord de l’Islande[31].
- Il place avec exactitude le pôle céleste, en « cet endroit vide avec lequel trois étoiles du Dragon forment un quadrilatère[26] ». La constellation du Dragon touche en effet celle de la Petite Ourse ; selon toute apparence, il s’agirait des trois étoiles de la Petite Ourse, ou encore des étoiles β de la Petite Ourse, et α et κ du Dragon. Cette observation est reprise par l'astronome Hipparque.
- Il contribue à prouver la rotondité de la Terre, qui à son époque passe du statut d'hypothèse[32] à celui de connaissance scientifique (Aristote)[33],[34],[35],[36],[37]. Pythéas la confirme notamment en mesurant les durées des jours et des nuits. À son époque, la géométrie de la sphère en mouvement était fort avancée, comme en témoignent les travaux d’Autolycos de Pitane, son contemporain, et l’usage courant de la sphère armillaire[38].
- Ses mesures de latitude, faites à l'aide d'un gnomon, sont d'une précision remarquable pour l'époque[39]. Pour la première fois dix-neuf siècles plus tard, Pierre Gassendi reprendra les mesures, au XVIIe siècle. Et vingt-trois siècles plus tard, la latitude de Marseille sera établie à 43° 18', à peine différente de 5' de la valeur calculée par Pythéas, 43° 13′ (en tenant compte de l'inclinaison de l'axe de la Terre à son époque).

### Jugements et postérité

#### Dans l'Antiquité
Certains auteurs antiques considéraient Pythéas comme un affabulateur. C'est en particulier le cas de Polybe et de Strabon, pour lesquels il était inconcevable que des terres soient habitées au-delà de l'Irlande. Mais les témoignages de son périple, et surtout ses observations astronomiques, ont été pris au sérieux par d'autres savants comme Ératosthène ou Hipparque. Au fil du temps, ses récits sont apparus crédibles, et plus personne de nos jours ne remet en doute leur réalité.

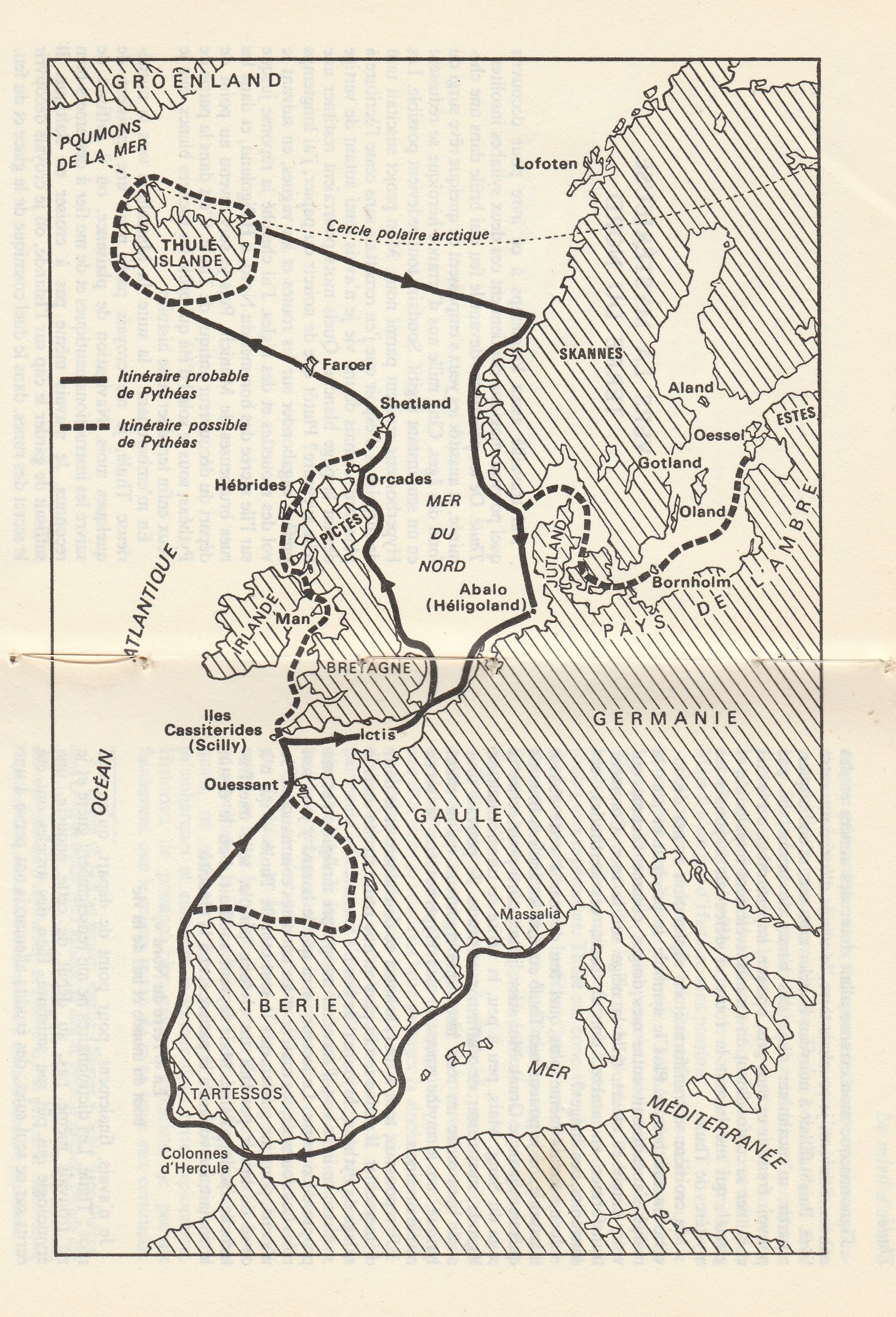
Le voyage de Pythéas selon une conjecture de Jean Mabire, dansThulé, le soleil retrouvé des Hyperboréens, éd. Robert Laffont, 1978. La venue de Pythéas en Islande demeure très hypothétique. En revanche, il est probable qu’il soit allé plus loin en direction du nord.

D'autres savants l'admiraient aussi, comme Dicéarque, Timée et Ératosthène, grâce à son voyage unique et lointain, rendu remarquable par la description de la Bretagne (Bretanniké), de l'Irlande et de Thulé.

#### Après l'Antiquité
L'Histoire littéraire de la France consacre un chapitre à Pythéas, considéré comme un Gaulois.
Winston Churchill a rendu hommage à Pythéas dans son ouvrage Naissance d'une nation (1956), premier tome de sa série A History of the English-Speaking Peoples.
Un cratère lunaire porte le nom de Pythéas.

### Études
- François Herbaux (postface Monique Mund-Dopchie), Pythéas, explorateur du Grand Nord, Les Belles Lettres, 2024, 248 p. (ISBN 9782251455280, présentation en ligne)Voir aussi émission de radio avec François Herbaux : https://www.radiofrance.fr/franceculture/podcasts/le-cours-de-l-histoire/l-odyssee-polaire-de-pytheas-2700773. Avec les fragments de Pythéas traduits par Christian Boudignon.
- Jean Peyras, Les Méditerranéens et l’Atlantique dans l’Antiquité : géographies et anthropologie, 2014, p. 13-55[6]https://journals.openedition.org/babel/3585
- Jacques Boulogne, Espaces et peuples septentrionaux dans les représentations mythiques des Grecs de l’Antiquité, Revue du Nord N°360-361, p273-291, 2005 https://www.cairn.info/revue-du-nord-2005-2-page-273.htm
- Paul Pédech, "La géographie des Grecs", Collection SUP, PUF, 1976
- (en) Cameron McPhail, « Pytheas of Massalia's route of travel », Phoenix, vol. 68, nos 3-4,‎ 2014, p. 247–257 (lire en ligne)
- (en) Lionel Scott, Pytheas of Massalia texts, translation, and commentary, London, Routledge, 2022, 201 p. (ISBN 978-1-032-01998-7)
- François Herbaux, Puisque la Terre est ronde : Enquête sur l'incroyable aventure de Pythéas le Marseillais, Paris, Vuibert Sciences, 2008, 170 p. (ISBN 978-2-7117-2486-4, présentation en ligne).
- Jean Beaujeu, Histoire universelle des explorations, vol. 1, Nouvelle librairie de France, 1957, p. 171-172.
- Barry Cunliffe (trad. Marie-Geneviève l'Her), Pythéas le Grec découvre l'Europe du Nord, Autrement, 2003, 174 p. (ISBN 978-2-7467-0361-2, présentation en ligne).
- Raymond D'Hollander, Sciences géographiques dans l'antiquité : connaissance du monde, conception de l'univers, Paris, Aft et Ign, 2002, 465 p. (ISBN 2-901264-53-0) : approche astronomique mathématique.
- Yvon Georgelin et Hugues Journès (ill. Jean-Marie Gassend), Pythéas, explorateur et astronome, Éditions de la Nerthe, 2000, 160 p. (ISBN 978-2913483101)
- Yvon Georgelin, Hugues Journès et Jean-Marie Gassend, « Pythéas, astronome moderne », Marseille, Revue culturelle, no 189, décembre 1999, pages 60 à 66 ;
- Monique Mund-Dopchie, « La survie littéraire de la Thulé de Pythéas », L’Antiquité classique, t. 59,‎ 1990, p. 79-97 (lire en ligne, consulté le 30 juillet 2020).
- Roger Dion, « Alexandre le Grand et Pythéas », in Aspects politiques de la géographie antique, Paris, 1977.
- Roger Dion, « Où Pythéas voulait-il aller ? », in Mélanges Piganiol, Paris, 1966, p. 1315-1336.
- Emmanuel Davin, « Pythéas le Massaliote : premier grand navigateur provençal », Bulletin de l’Association Guillaume Budé, no 2,‎ juin 1954, p. 60-71 (lire en ligne, consulté le 30 juillet 2020).
- (de) H. J. Mette, Pytheas von Massalia, Berlin, 1952 (avec l'édition des fragments) ;
- Gaston-E. Broche, Pythéas le Massaliote, découvreur de l’extrême Occident et du nord de l’Europe IVe siècle av. J.-C. : Essai de synthèse par les textes, Paris, Société française d’imprimerie et de librairie, 1935, 260 p. (présentation en ligne)
- Jean Malye, « Pythéas », Bulletin de l’Association Guillaume Budé, no 41,‎ octobre 1933, p. 34-47 (lire en ligne, consulté le 30 juillet 2020).
- (en) Henry Fanshawe Tozer, History of ancient geography, Cambridge, University Press, 1897 (lire en ligne).
- Louis-Gabriel Michaud, Biographie universelle ancienne et moderne, vol. 34, Paris, C. Desplaces, 1854 (lire en ligne), p. 593.
- Joachim Lelewel, Pythéas de Marseille et la Géographie de son temps, Paris, Joseph Straszewicz, 1836, 80 p. (lire en ligne).
- Ferdinand Lallemand, Journal de bord de Pythéas de Marseille (3e éd. rev. et corr.), J.-M. Garçon (Marseille), 1989, 261 p. (lire en ligne)
- Antoinette Hesnard, Manuel Moliner, Frédéric Conche et Marc Bouiron, Marseille : 10 ans d'archéologie, 2600 ans d'histoire, Musées de Marseille/Édisud, 1999
- Dimitris Michalopoulos, « Ultima Thule ou Dieu a de l'humour », Science et foi, Lille, no 122,‎ janvier 2017, p. 17–19 (lire en ligne).

- François Salviat, « Les voyages de Pythéas », Dossiers d'Archéologie, Les périples antiques, no 285,‎ juillet-août 2003, p. 20-27.
- Maurice Sartre, Le Bateau de Palmyre. Quand les mondes anciens se rencontraient, éd. Tallandier, 2021  (ISBN 979-10-210-4683-2)

### Littérature de fiction
- François Garde, À perte de vue la mer gelée, éd. Paulsen, 2021  (ISBN 978-237-502-117-0) ;
- Ileana Wisket, Pythéas au-delà de l'Océan, roman, éd. Coresi, 2017  (ISBN 978-606-996-071-4) ;
- François Herbaux, Les Nuits blanches de Pythéas le Marseillais, éd. Mémoires Millénaires, 2016  (ISBN 978-2-919056-49-1)
- Philippe Régniez, Le Voyage de Pythéas,  éd. de La Reconquête, Asuncion, 2008.
- Dimitri, Le Voyage, bande dessinée,  éd. Albin Michel, 2003 ;
- Thibaud Guyon, Jeanine Rey et Philippe Brochard, Pythéas l'explorateur : De Massalia au cercle polaire,  éd.École des loisirs, 2001  (ISBN 2-211-06251-2)
- Raoul Schrott, Finis Terrae, roman traduit par Nicole Casanova,  éd. Hachette, 1999  (ISBN 2-01-235451-3) ;
- Jean Mabire, Thulé, le Soleil retrouvé des Hyperboréens, éd. Pardès, 1975  (ISBN 2867142873)
- Samivel, L'or de l'Islande,  éd. Arthaud, Paris, 1963 ;
- Ferdinand Lallemand, Journal de bord de Pythéas, géographe marseillais du IVe siècle av. J.-C., roman,  éd. de Paris, 1956.